# Ezio Tarantelli
Ezio Tarantelli (Roma, 11 agosto 1941 – Roma, 27 marzo 1985) è stato un economista italiano, ucciso dalle Brigate Rosse in seguito ad un attentato.

## Biografia

### Carriera
Si laureò nel 1965 presso la Facoltà di Economia e Commercio dell'Università degli Studi di Roma "La Sapienza", dove suo correlatore fu Federico Caffè. Frequentò, successivamente, corsi avanzati di economia e di metodi quantitativi presso l'Università di Cambridge, nel Regno Unito, e presso il MIT, Massachusetts Institute of Technology. Al MIT studiò con alcuni dei più importanti economisti, tra i quali Robert Solow e Franco Modigliani. Con quest'ultimo, in particolare, avviò una fruttuosa collaborazione scientifica che li portò a scrivere insieme diversi saggi ed articoli. Negli Stati Uniti, conobbe la sua compagna di vita e futura moglie, Carole Beebe Tarantelli.
Nel 1966 entrò come funzionario al servizio studi della Banca d'Italia, dove collaborò alla elaborazione del primo modello econometrico dell’economia italiana.
Dopo aver insegnato economia del lavoro presso la Facoltà di Scienze Politiche dell'Università Cattolica di Milano, divenne assistente ordinario di Politica Economica e Finanziaria presso la facoltà di Economia e Commercio di Roma e, nel 1976, professore ordinario di Politica Economica della Facoltà di Scienze Politiche "Cesare Alfieri" di Firenze e, successivamente, professore ordinario di Economia Politica presso la Facoltà di Economia e Commercio dell'Università "La Sapienza" di Roma. Fu anche docente di econometria alla Facoltà di Economia e Commercio dell'Università LUISS di Roma.
Tenne corsi di relazioni industriali al MIT, al Dipartimento di Economia dell'Università della California e all'Istituto universitario europeo di Firenze. Nel 1981 fondò l'Istituto di studi ed economia del lavoro, associato alla CISL, diventandone Presidente e fu uno stretto collaboratore dell'allora Segretario Generale della CISL, Pierre Carniti. Dal 1981 al 1983 fu animatore del gruppo redazionale della rivista Laboratorio politico.

### L'attentato
Il 27 marzo 1985, al termine di una lezione alla facoltà di Economia e Commercio dell'Università "La Sapienza" di Roma, due brigatisti agiscono con una mitraglietta contro il professore, nel parcheggio dell'ateneo.
L'assassinio fu rivendicato dalla formazione delle Brigate Rosse per la costruzione del Partito Comunista Combattente con un documento di settanta pagine lasciato sulla sua Citroën GSA, nel quale Tarantelli venne attaccato per il suo ruolo di consulente CISL nell'accordo tra governo e sindacati sul taglio degli scatti di scala mobile — il sistema di indicizzazione della crescita dei salari attuato in Italia nei primi anni ottanta. Tale taglio dei punti di contingenza si proponeva come deterrente dell'inflazione, e prese forma nel cosiddetto decreto di San Valentino, firmato dall'allora presidente del Consiglio Bettino Craxi il 14 febbraio del 1984. Secondo l'analisi di Tarantelli, i salari non avrebbero dovuto inseguire la crescita dei prezzi al consumo ma piuttosto determinarsi a priori, in un confronto tra parti sociali e governo che tenesse conto delle condizioni reali del mercato, fornendo un segnale chiaro sulla loro crescita in un determinato periodo di tempo e finendo per contribuire in modo determinante a ridurre l'attesa di inflazione. Pertanto le Brigate Rosse avevano iniziato già da un anno un'inchiesta interna sulle attività ed i movimenti di Tarantelli.
I processi accertarono che ad uccidere il professore furono Antonino Fosso (assolto in primo grado e condannato poi all'ergastolo) ed un'altra persona tuttora senza nome; Barbara Balzerani, come capo della colonna romana della BR che diede vita alle operazioni, fu condannata a due anni di carcere per "apologia di reato".
La mitraglietta Skorpion che venne usata per l'omicidio fu poi rinvenuta, nel 1988, in un covo delle Brigate Rosse, in via Dogali 11 a Milano. Gli esami balistici svelarono che con quella stessa arma si agì anche contro l'ex sindaco di Firenze Lando Conti, nel 1986, e contro il senatore democristiano Roberto Ruffilli, ucciso a Forlì nel 1988; inoltre, contro i due giovani militanti missini Franco Bigonzetti e Francesco Ciavatta, assassinati il 7 gennaio 1978 nella cosiddetta Strage di Acca Larentia.

### La memoria
A Tarantelli è oggi intitolata l'aula magna della Facoltà di Economia dell'Università "La Sapienza", una casa dello studente a Roma e la biblioteca della Facoltà di Economia dell'Università della Calabria. Egli è anche ricordato da un monumento a forma circolare posto nel cortile della Facoltà, luogo dell'assassinio. Gli è inoltre intitolato un piazzale di Roma nell'XI municipio, lungo la via Ostiense.
(Federico Caffè)
Il figlio Luca, appena tredicenne quando il padre fu assassinato, si è assiduamente dedicato a ricostruire la figura sia privata che pubblica del padre. Ha dedicato al padre un documentario e un volume, sviluppando una originale tecnica storiografica di ricostruzione della memoria che ha trovato esponenti in altri figli di vittime del terrorismo come Mario Calabresi e Benedetta Tobagi.
Alla figura di Ezio Tarantelli è anche dedicata la Fondazione che porta il suo nome (Fondazione Ezio Tarantelli), promossa dal sindacato CISL nel 1987. Nel 2024 la Fondazione ha pubblicato online gli archivi degli scritti del prof. Tarantelli, consultabili gratuitamente e in costante ampliamento. Da ottobre 2023 la Fondazione Ezio Tarantelli è presieduta da Emmanuele Massagli, già per dodici anni presidente di ADAPT, il centro studi fondato nel 2000 da Marco Biagi, professore di diritto del lavoro assassinato il 19 marzo 2002 dalla Nuove Brigate Rosse. 

## Opere
- Salario e crisi economica, Savelli, Roma, 1976.
- Il ruolo economico del sindacato. Il caso italiano, Laterza, Roma-Bari, 1978.
- Economia politica del lavoro, Utet, Torino, 1986.
- L'utopia dei deboli è la paura dei forti: saggi, relazioni e altri scritti accademici, FrancoAngeli, Milano, 1988.
- La forza delle idee. Scritti di economia e politica, Laterza, Roma-Bari, 1995.
- Lo scudo dei disoccupati. Una proposta per il lavoro in Europa, Edizioni Lavoro, Roma, 2010.